# Christian Schoissengeyr
Christian Junior Schoissengeyr (* 18. Oktober 1994 in Concepción de la Vega) ist ein dominikanisch-österreichischer Fußballspieler.

## Karriere

### Verein
Schoissengeyr begann seine Karriere beim ASKÖ Donau Linz. 2010 wechselte er in die AKA Rapid, in der er Stammspieler wurde und den Sprung in die Regionalligamannschaft schaffte. Dort wurde er ebenfalls Stammspieler und so wurde der SK Sturm Graz auf ihn aufmerksam und verpflichtete ihn im Juli 2015. Bei Sturm Graz wurde er zunächst ebenfalls in der Regionalligamannschaft eingesetzt. Im Juli 2016 gab er sein Debüt für die Profis, als er in der ersten Runde des ÖFB-Cups 2016/17 gegen den FC Stadlau in der Startelf stand. Sein Debüt in der Bundesliga gab er am ersten Spieltag der Saison 2016/17 gegen den FC Red Bull Salzburg.
Zur Saison 2018/19 wechselte er zum Ligakonkurrenten FK Austria Wien, bei dem er einen bis Juni 2022 laufenden Vertrag erhielt. Nach vier Spielzeiten in Wien verließ er den Klub nach seinem Vertragsende nach der Saison 2021/22. Für die Austria kam er insgesamt zu 37 Bundesligaeinsätzen, zudem spielte er 21 Mal für die Reserve in der 2. Liga. Nach seinem Abgang aus Wien wechselte der Innenverteidiger zur Saison 2022/23 nach Slowenien zum NK Domžale. Dort wurde sein Vertrag schon am 14. Februar 2023 nach 17 Pflichtspielen wieder aufgelöst und er war bis zum 10. Januar 2024 vereinslos, ehe ihn der luxemburgische Erstligist FC Differdingen 03 verpflichtete. Dort schoss er in neun Ligaspielen zwei Treffer, gewann am Ende der Saison die nationale Meisterschaft und verließ den Klub anschließend wieder. 
Nach einem halben Jahr ohne Verein wechselte Schoissengeyr im Jänner 2025 zurück nach Österreich und schloss sich Zweitligist Floridsdorfer AC an. Für Floridsdorf spielte er verletzungsbedingt aber nur einmal in der 2. Liga. Nach der Saison 2024/25 verließ er den Verein wieder.

### Nationalmannschaft
Schoissengeyr absolvierte 2011 ein Spiel für Österreichs U-17-Junioren. Im Juni 2015 debütierte er in der U-21-Nationalmannschaft, für die er in insgesamt sieben Pflicht- und fünf Testspielen auflief. Im März 2022 wurde der gebürtige Dominikaner erstmals für die A-Nationalmannschaft seines Geburtslandes nominiert. Sein Debüt für die Dominikanische Republik gab er dann am 6. Juni 2022 in der CONCACAF Nations League gegen Französisch-Guayana (2:3).

## Erfolge
- Österreichischer Pokalsieger: 2018
- Luxemburgischer Meister: 2024